# Râul Buhăiești
Râul Buhăiești este un afluent al râului Alba din județul Vrancea.